# Minuto de Dios
La  Corporación Organización El Minuto de Dios es una organización social colombiana sin ánimo de lucro, de origen religioso católico fundada por el Siervo de Dios Padre Rafael García Herreros CJM.

## Historia
En 1950, Rafael García Herreros inicia en Colombia un programa radial diario de un minuto de duración bajo el nombre El Minuto de Dios. El programa pasa a la televisión el 10 de enero de 1955, durante un minuto diario, Rafael García Herreros (quien lo condujo por 38 años), hacía una breve reflexión para la televisión abierta, actualmente, el programa lo conduce el padre Diego Jaramillo de lunes a viernes antes del informativo de las 7 de la noche en los canales RCN, Caracol, 1, Institucional, Señal Colombia, Capital, trece, Citytv y los demás canales regionales convirtiéndose así en el programa que más lleva al aire en la televisión colombiana con 70 años y aproximadamente 17000 emisiones. 
La gran popularidad del programa permite a Rafael García Herreros convocar el primer Banquete del Millón en 1961, un evento en el que los participantes pagaban una costosa entrada a una sencilla cena en la que se serviría caldo y pan, con el objeto de recaudar fondos para la construcción de viviendas para las personas menos favorecidas.
A raíz de este evento que se repetiría anualmente, se construye el barrio Minuto de Dios en Engativa y se crea la corporación homónima para administrar los recursos. Uno de los propósitos del padre Rafael García Herreros era que dentro del barrio minuto de Dios se estableciera una especie de ciudadela en la que existiría un colegio propio, una iglesia diseñada por Edgar Burbano, un teatro y un centro de salud, cosas que vio crecer a través de su gran obra dentro del barrio el minuto de Dios. Actualmente este barrio cuenta con un colegio, una universidad, un teatro y varios centros de salud.[cita requerida]

## Corporación Lumen 2000 Colombia
Esta programadora fue fundada en 1988 por la Corporación Minuto de Dios que era comandada por Rafael García Herreros, fundador del Minuto de Dios que se transmitió por primera vez en televisión en 1955. Su primer programa fue La Tierra de la Esperanza emitida en una franja de Inravisión, la pieza musical que abre el programa es La Tocata y Fuga en D Menor de Sebastian Bach.

## Medios de Comunicación
- Bogotá 107.9 MHz - Uniminuto Radio 1430 kHz - 1580 kHz
- Medellín 1230 kHz.
- Cartagena 89.5 MHz.
- Barranquilla 1370 kHz.
- Ibagué: Uniminuto Radio 870 kHz